# コンラート・シューマン

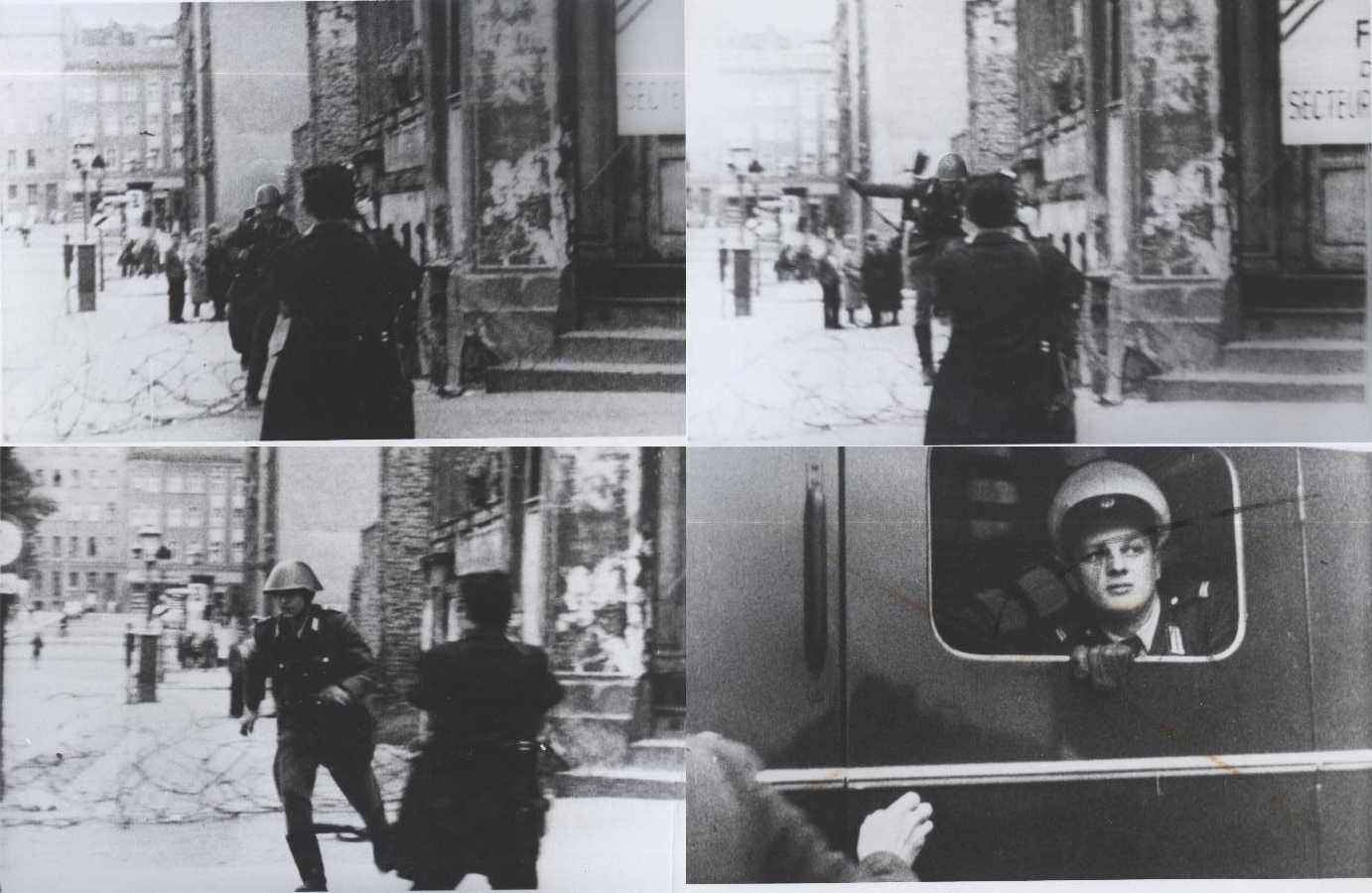
鉄条網を飛び越えるシューマン（1961年）

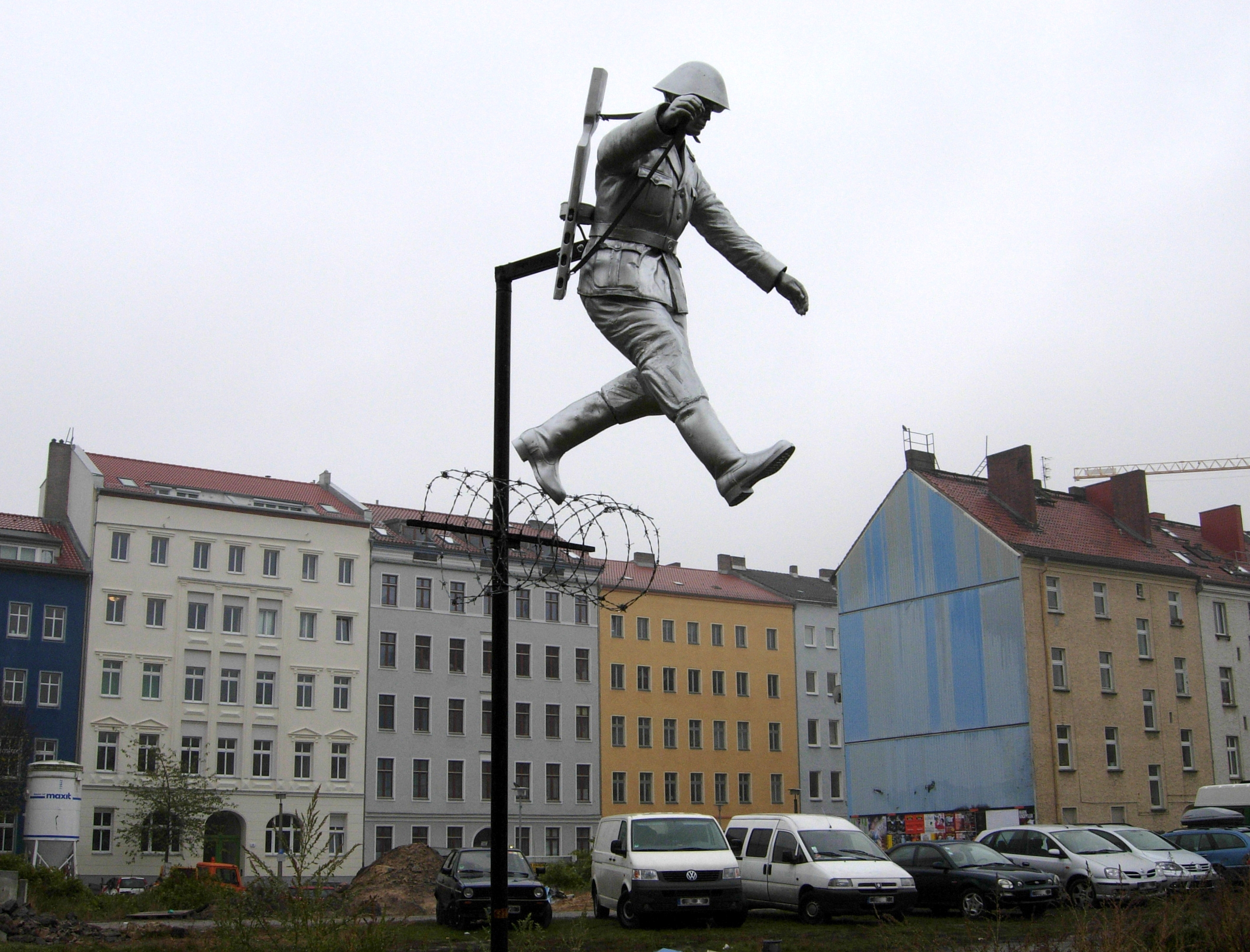
ベルナウアー通りにあるシューマンの像（2009年）

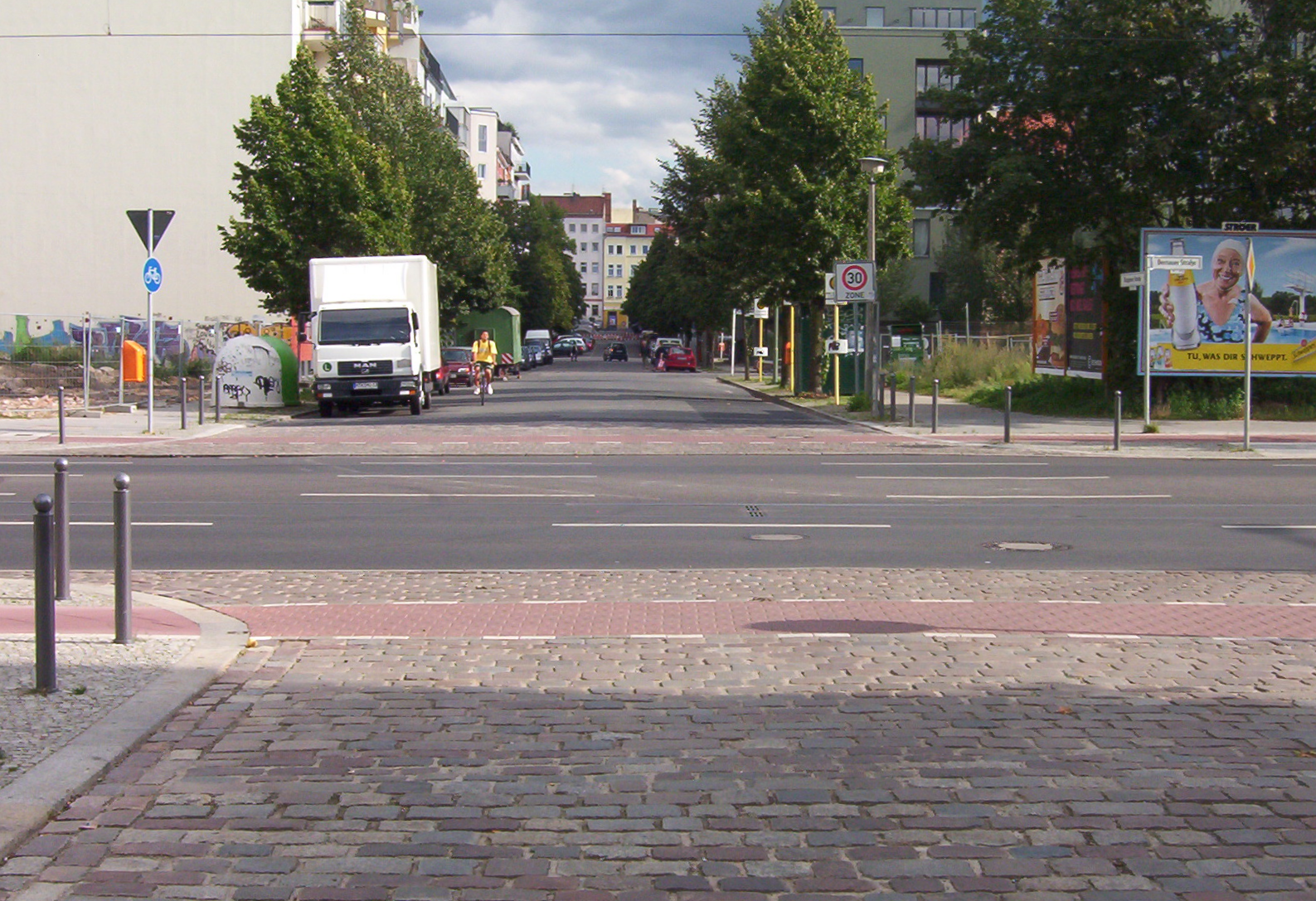
かつてシューマンが飛び越えた地点と同じ街道（2007年）

ハンス・コンラート・シューマン（Hans Conrad Schumann, 1942年3月28日 - 1998年6月20日）は、ドイツ民主共和国（東ドイツ）の警察官。人民警察機動隊の隊員として国境警備任務に従事していたが、ベルリンの壁建築後の最初の亡命者となった。彼が鉄条網を飛び越える姿を捉えた写真は「自由への跳躍」と題され、西側メディアで広く取り上げられたことで冷戦を象徴するアイコンの1つとなった。

## 経歴
1942年、デーベルンのツショッハウに生を受けた。若年期はマイセン近郊のロイテヴィッツにて羊飼いの弟子として過ごす。1960年からは人民警察機動隊に勤務。ドレスデンにて3ヶ月の基礎訓練を終えた後、ポツダムの下士官学校に進む。卒業後はベルリン勤務を希望した。

### 亡命
1961年8月15日、シューマンは「壁」建築現場の1つであるルピーナー通り(Ruppiner Straße)とベルナウアー通りの交差点の警備任務に就く。「壁」は13日に建築が始まったばかりであり、15日の段階では依然として80cm程度の高さの鉄条網が張り巡らされているだけに過ぎなかった。シューマンは鉄条網の張り具合を確かめるふりをして少しずつ踏み潰し、飛び越えられるように高さを低くしていた。本来の持ち場と鉄条網を低くした場所を何度も往復し、やがて同僚の隙をついて鉄条網を飛び越えたシューマンは背負っていたPPSh-41短機関銃（弾を抜いて軽くしてあった）を投げ捨て、10mほど離れた場所に停車していた西ドイツの警察車両に走った。西ドイツの警察官らはシューマンが飛び越えるのを見た瞬間、彼を勇気づけようと車のドアを開いたままにしていたという。
亡命の理由について、後のインタビューで「鉄条網を越えようとする人々を撃てと命じられても、私には絶対できなかった」と語っている。彼は亡命直前の2時間で悩みぬいた末に決断した。また、鉄条網の向こうでは西側メディアがカメラを構えており、この状況下では同僚たちも発砲はしづらいと考えたという。
西ドイツの写真家ペーター・ライビングは、シューマンが鉄条網を飛び越える瞬間をとらえていた。ライビングは「何かとんでもないこと」が起こる予感がして、200mm望遠レンズ付きのエクサクタ・カメラを鉄条網に向けていたのだという。また、この光景は16mmフィルムの映像としても残されている。この写真は、自由の象徴として西側諸国で広く知られるようになったが、シューマン自身は1ペニヒも受け取れなかった。これについて後のインタビューで「法律家によれば、私は"歴史上の人物"であるから、私の同意なく自由に写真を使うことができるそうだ。撮影者も金持ちにはなれなかった。彼は会社の為に働いていたから」と語っている。

### 西ドイツでの暮らし
一般市民からは「英雄」として迎えられた一方、西側の情報機関が関心を抱いたのは東側の情報だった。シューマンは西側が必要としている類の情報を持っていなかったが、何度も尋問を受けることになる。こうした扱いの差から精神的に疲労したシューマンは、西ベルリンでは職を転々とし、アルコールに溺れるようになった。東側に残してきた家族とは手紙のやり取りを続けていたが、両親からの手紙は全てシュタージが書かせたもので、中には帰国を促す内容のものもあった。シュタージでは西側においてある種の象徴と化していたシューマンの奪還を計画していたのである。彼はこの手紙を信じて帰国することも考えていたが、帰国手続きの直前に西ドイツ側の警察官がシュタージの計画を見破ったことで取りやめている。
西ベルリンを離れるとバイエルン州ギュンツブルクに移り、看護師として働いた。同じ病院で働いていた看護婦、クニグンデ（Kunigunde）は後の妻となり、彼らは後に息子をもうけている。最終的にはオーバーバイエルンに定住し、インゴルシュタットにあるアウディ社の工場で機械工の職を得た。以後、死去するまでの27年にわたってこの職を務めた。
亡命後のシューマンは常にシュタージによる報復を恐れていた。例えば夜間の車の運転は「事故に見せかけて殺される」と考えて控えていたほか、見知らぬ人や車を見る度に疑っていたという。「自分は英雄なんかじゃない」が口癖で、西側メディアからの取材や講演等の依頼も大半を断っていた。

### 統一後
ベルリンの壁崩壊の後、シューマンは「1989年11月9日が過ぎてから、ようやく本当の自由を実感した」と語った。しかし1961年の亡命に対する非難を恐れた彼はバイエルンでの定住を選び、以後は故郷を訪れることもベルリンを訪れることもほとんどしなかった。機動隊時代の同僚からは「裏切り者」として激しく非難され、シューマンは彼らからの報復を死ぬまで恐れていた。
1989年、チェックポイント・チャーリー博物館で壁崩壊を記念したイベントに出席する。1990年の再統一直後には一時帰郷を果たしたものの、決して歓迎はされなかった。故郷の人々は親切に振る舞いつつも彼を敬遠し、「裏切り者」である彼と話すことを拒む者もいたという。一方で西側の人々と同様に彼を「英雄」と見なす者もあり、シューマンは彼らの為に記念写真の撮影やサイン、インタビューに応じた。
やがて、故郷の家族や元同僚との摩擦に苦しんだ末にうつ病を患う。1998年6月20日、家族との口論の後に家を飛び出し、その数時間後にキプフェンベルク（インゴルシュタットから北へ約20キロメートル離れた町）にあった私有の果樹園で首を吊って自殺しているのをクニグンデが発見した。遺書は残されておらず、「魂が泣くとき……」と書かれた紙片がポケットに入っているだけだった。
葬儀の際、クニグンデの元に差出人不明の手紙が届き、その中には「裏切り者がようやく報いを受けた」と書かれていたという。

## その後
2011年、ドイツで「ベルリンの壁の建築と崩壊、および2プラス4条約」がユネスコ記憶遺産に登録された。この中にはシューマンが鉄条網を飛び越える瞬間を捉えた写真「自由への跳躍」（Sprung in die Freiheit）も含まれていた。